# Kuník z Weitmile
Kuník z Weitmile (Kuniko de Waitmil) byl dlouholetým farářem v České Lípě v období přelomu 14. a 15. století, podporovaným bohatou rodinou Weitmilů. Přesná data narození a úmrtí známa nejsou.

## Životopis
Kuník se narodil do významné měšťanské rodiny Weitmilů (později psáni Krabicové z Veitmile), usazené v České Lípě. Strýc Beneš Krabice z Veitmile byl kronikářem Karla IV., druhý strýc byl farářem v České Lípě.
Kuník se stal poměrně mladý kanovníkem kapituly u sv. Apolináře na Novém městě Pražském. Dne 22. srpna 1380 se stal správcem českolipské fary u kostela svatého Petra a Pavla (dnes již neexistuje). V roce 1382 se stal studentem pražské právnické univerzity, Českolipským farářem byl celých 42 let, rezignoval na své místo 6. dubna 1422, na počátku husitských bouří, které silně ovlivnily i město s okolím. O zbývajících osudech se zprávy nezachovaly.